# Elena Kaliská
Elena Kaliská (* 19. Januar 1972 in Zvolen) ist eine ehemalige slowakische Kanutin (Kanuslalom). Sie ist zweifache Olympiasiegerin sowie mehrfache Europa- und Weltmeisterin im Einer-Kajak (K-1). 

## Werdegang
Ihren ersten internationalen Start feierte Kaliská, die für den Verein Dukla Liptovský Mikuláš startet, bei den Kanuslalom-Weltmeisterschaften 1993 in Val Di Sole. Dort erreichte sie im K-1 den neunten Rang. Zwei Jahre später bei den Kanuslalom-Weltmeisterschaften 1995 in Nottingham belegte sie am Ende den 19. Platz. Ihren ersten Medaillenerfolg feierte die Slowakin schließlich bei der Kanuslalom-Europameisterschaften 1996 in Augsburg, wo sie Bronze im Einer-Kajak gewann. Zuvor gab Kaliská bei den Olympischen Sommerspielen 1996 in Atlanta ihr olympisches Debüt und fuhr im Einer auf Rang 19. Zu den Kanuslalom-Weltmeisterschaften 1997 in Três Coroas konnte sie ihre Leistungen im Vergleich zu 1995 deutlich steigern und wurde am Ende Siebente. Zwei Jahre später bei der Kanuslalom-Europameisterschaften 1998 in Roudnice nad Labem gewann sie ihren ersten Titel in dieser Disziplin. 2000 folgte der Europameistertitel in der Mannschaftswertung. Zuvor hatte sie bei den Kanuslalom-Weltmeisterschaften 1999 in La Seu d’Urgell nur den sechsten Rang erreicht. Bei den Olympischen Sommerspielen 2000 in Sydney verpasste Kaliská nur knapp eine Medaille und belegte am Ende Rang vier im Einer. 
Bei der Kanuslalom-Europameisterschaften 2002 in Čunovo bei Bratislava gewann Kaliská ihren zweiten Einzeltitel. Bei der folgenden Weltmeisterschaft in Bourg Saint Maurice musste sie sich erneut der starken Konkurrenz geschlagen geben und wurde am Ende nur Zehnte. Auch bei den Kanuslalom-Weltmeisterschaften 2003 in Augsburg kam sie nicht auf vordere Platzierungen und belegte am Ende Rang 11.
In Athen gelang Kaliská bei den Olympischen Sommerspielen 2004 der erste Olympiasieg in ihrer Paradedisziplin K-1. Bei der folgenden Kanuslalom-Europameisterschaften 2004 in Skopje verteidigte sie ihren Einzeltitel erneut und gewann zudem mit der Mannschaft Silber. Wenig später wurde sie zur Slowakischen Sportlerin des Jahres 2004 gewählt. Ein Jahr später gelang ihr auch bei den Kanuslalom-Weltmeisterschaften 2005 in Penrith endlich der Sprung in die Weltspitze. So gewann sie dort ihren ersten und einzigen Einzel-Weltmeistertitel.
Bei der folgenden Kanuslalom-Europameisterschaften 2006 in L’Argentière-la-Bessée gewann sie im Einzel und mit der Mannschaft beide K-1-Goldmedaillen. Ein Jahr später musste sie sich in ihrer Heimatstadt Liptovský Mikuláš mit der Silbermedaille begnügen.
Bei den Olympischen Sommerspielen 2008 in Peking war Kaliská Flaggenträgerin der slowakischen Delegation bei der Eröffnungsfeier. Im Einer-Kajak gewann sie wenig später die Goldmedaille und wurde damit zum zweiten Mal in Folge Olympiasiegerin in dieser Disziplin.
Mit dem erneuten Europameistertitel bei der Kanuslalom-Europameisterschaften 2009 in Nottingham gewann Kaliská ihre letzte Einzelmedaille auf internationaler Ebene. Lediglich zwei Bronze mit der Mannschaft 2011 und 2012 konnte sie noch gewinnen. Bei den Kanuslalom-Weltmeisterschaften 2011 in Bratislava gelang ihr noch einmal der Sieg mit der Mannschaft. Bei den Kanuslalom-Weltmeisterschaften 2014 in Deep Creek Lake gewann sie gemeinsam mit Jana Dukátová und Kristína Nevařilová Bronze im Mannschaftswettbewerb.
Im Verlauf der Jahre gewann Kaliská insgesamt sechsmal den Weltcup. Mit den Siegen in den Jahren 2000, 2001 sowie von 2003 bis 2006 hält sie den Rekord bei den Damen.

## Erfolge

### Olympische Sommerspiele
- 2004 Athen: Gold
- 2008 Peking: Gold

### Weltmeisterschaften
- 2005 Penrith: Gold
- 2007 Foz do Iguaçu: Silber
- 2009 La Seu d’Urgell: Silber (Mannschaftswertung)
- 2011 Bratislava: Gold (Mannschaftswertung)
- 2014 Deep Creek Lake: Bronze (Mannschaftswertung)

### Europameisterschaften
- 1996 Augsburg: Bronze
- 1998 Roudnice nad Labem: Gold
- 2000 Mezzana: Gold (Mannschaftswertung)
- 2002 Bratislava: Gold
- 2004 Skopje: Gold
- 2004 Skopje: Silber (Mannschaftswertung)
- 2005 Tacen: Silber (Mannschaftswertung)
- 2006 L'Argentière-la-Bessée: Gold
- 2006 L'Argentière-la-Bessée: Gold (Mannschaftswertung)
- 2007 Liptovský Mikuláš: Silber (Mannschaftswertung)
- 2008 Krakau: Silber (Mannschaftswertung)
- 2009 Nottingham: Gold
- 2009 Nottingham: Silber (Mannschaftswertung)
- 2011 La Seu d’Urgell: Bronze (Mannschaftswertung)
- 2012 Augsburg: Bronze (Mannschaftswertung)